# Organe d'Eimer

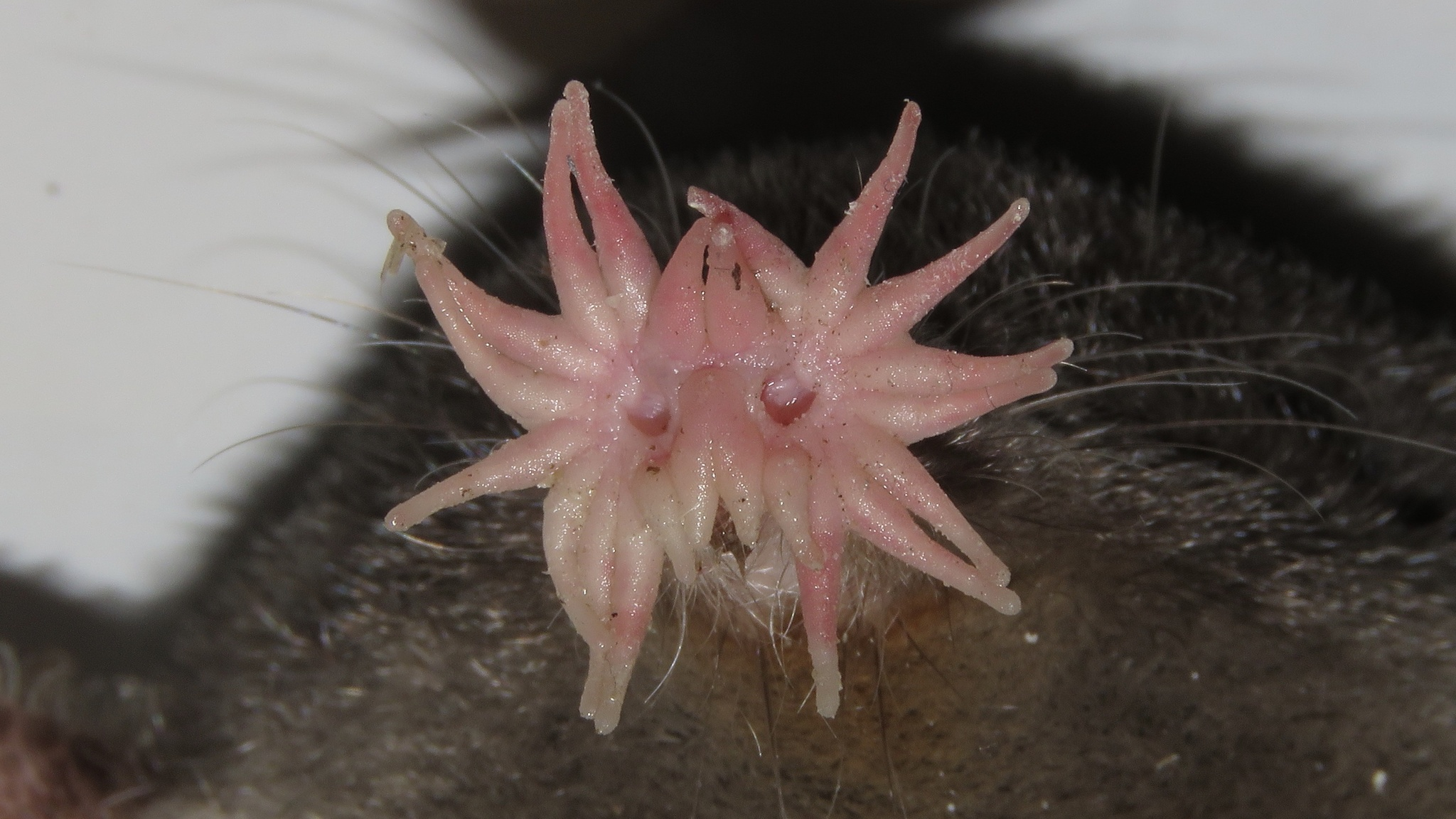
Museau du Condylure étoilé (vue de face) : considéré comme l'organe tactile le plus sensible du monde animal ou, à tout le moins, des mammifères,.

L'organe d'Eimer est une papille sensorielle particulièrement innervée du museau des espèces de la famille des Taupes, les Talpidae. En effet, contrairement aux rongeurs qui dépendent uniquement de leurs vibrisses pour se repérer dans leur environnement, les taupes utilisent également la peau du bout de leur museau pour explorer leurs galeries et rechercher des proies ; les organes d'Eimer servent alors d'organes tactiles à la sensibilité extrêmement élevée et précise, au point que leur sens du toucher est considéré comme le plus sensible de la classe des mammifères. Le nom de ces organes est dû au biologiste allemand Theodor Gustav Heinrich Eimer qui les isole pour la première fois en 1871 à partir du museau de la Taupe d'Europe.

## Espèces concernées
Ce système sensoriel se retrouve dans le museau de certaines espèces la famille des Talpidae notamment les taupes eurasiatiques du genre Talpa comme la Taupe d'Europe, les taupes aquatiques eurasiatiques de la tribu des Desmanini comme le Desman des Pyrénées, le Condylure étoilé nord-américain et les musaraignes-taupes asiatiques de la sous famille des Uropsilinae,.

## Description

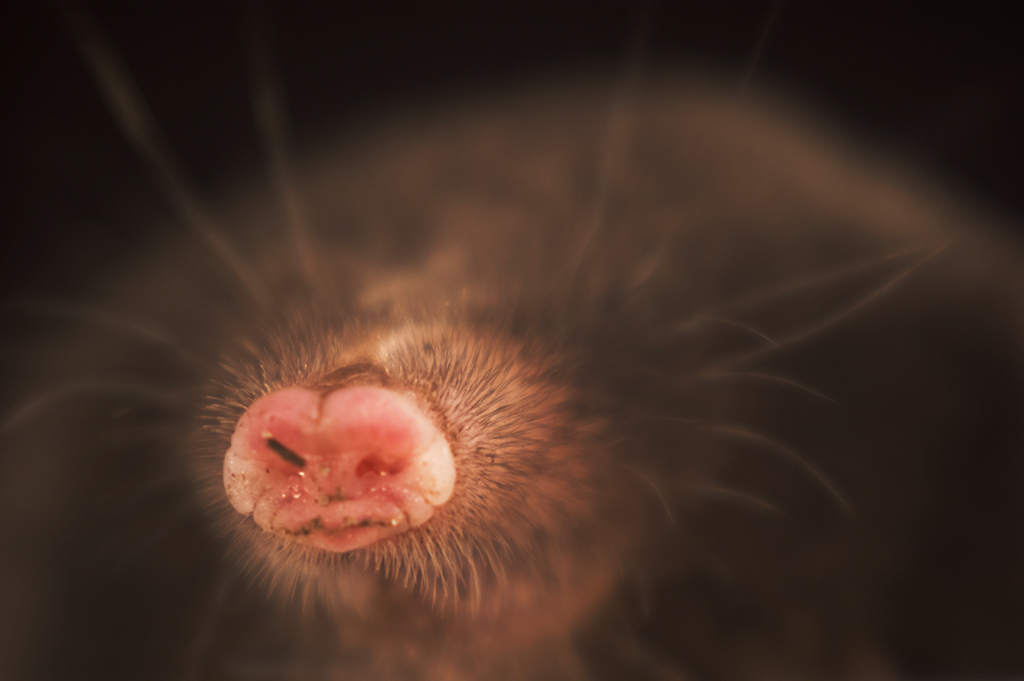
Museau de la Taupe d'Europe.

Chez la Taupe européenne, chaque organe d'Eimer est visible à la surface de la peau du bout du museau au voisinage immédiat des narines, sous la forme d'un dôme surélevé de 60 à 100 μm de diamètre. Ce sont des papilles épithéliales. Il y en a 5 000 environ et réparties sur une surface de 25 à 30 mm2. Chacune comporte un disque circulaire entourant un poil sensoriel. Ce disque est le sommet d'un faisceau de cellules nerveuses qui traverse le centre de chaque organe d'Eimer, l'ensemble des faisceaux étant composés de plus de 150 000 fibres nerveuses. À proximité immédiate de la base de dômes, de nombreux vaisseaux sanguins composent également le derme superficiel, se gonflant de sang lors des périodes d'hyperactivité et de stress, les papilles étant alors érectiles,,,.

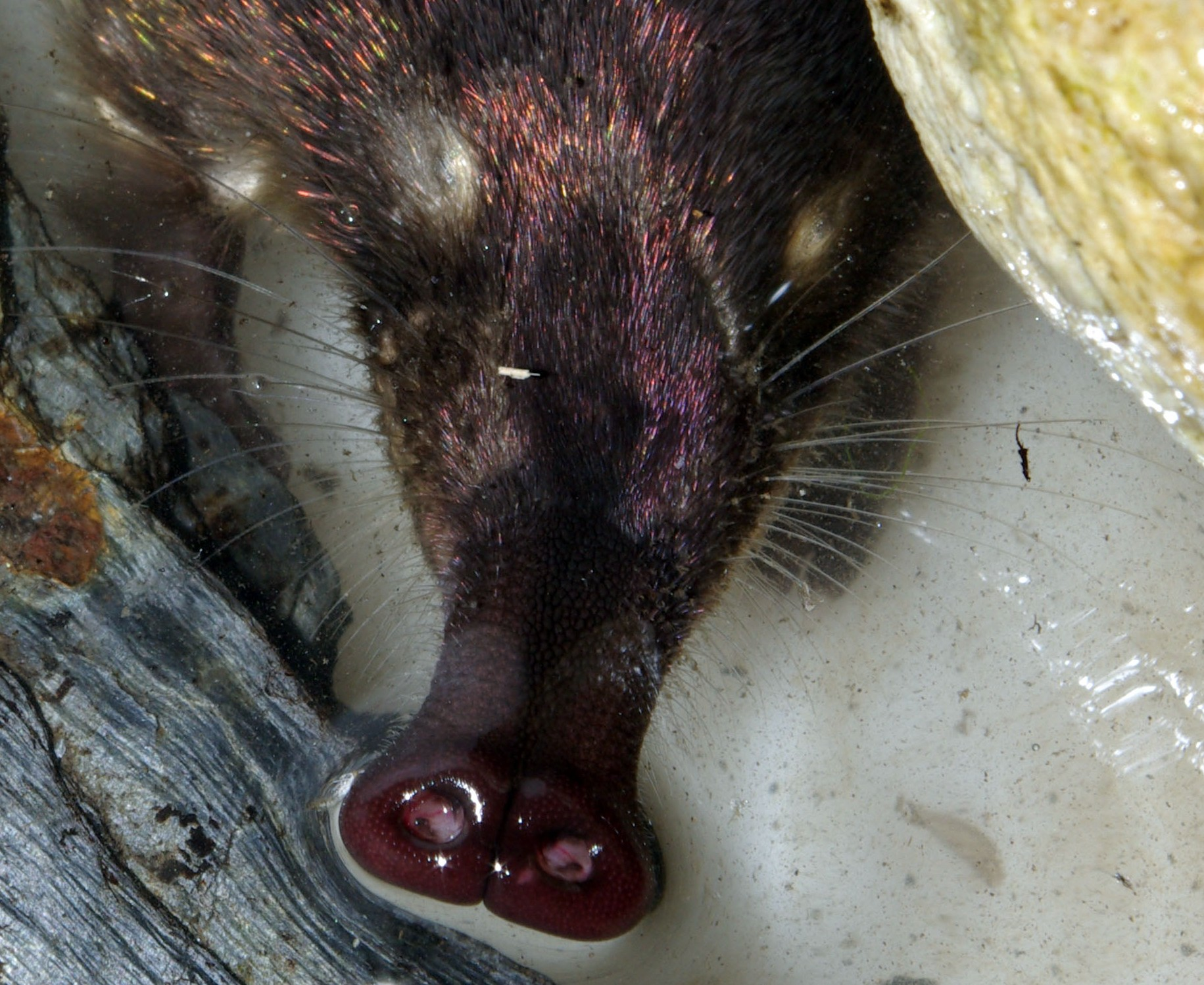
Museau du Desman des Pyrénées.

Le faisceau de fibres nerveuses est associé à trois types de récepteurs sensoriels : des terminaisons nerveuses libres qui forment un anneau de renflements terminaux juste en dessous de la couche externe kératinisée de la peau (il y a chez la Taupe européenne une vingtaine de fibres périphériques et une fibre centrale) ; des complexes de cellules de Merkel à la base du faisceau cellulaire juste au-dessus du derme (il y a entre trois et cinq cellules par organe d'Eimer chez la Taupe européenne, trois chez le Desman des Pyrénées) ; et des corpuscules lamellés dans le derme en dessous du faisceau (ces corpuscules comportent en général un nombre restreint d'enveloppes conjonctives),.
Les récepteurs reliés au cortex sensoriel par les fibres nerveuses se sont révélé être parmi les organes tactiles les plus sensibles chez les mammifères. De plus, ces récepteurs sont parmi les plus petits décrits chez les mammifères, ce qui reflète une très grande acuité tactile. La fovéa tactile des taupes présente dans leur cerveau une représentation disproportionnée comparable à la sensibilité de la fovéa visuelle chez les primates et à la fovéa auditive liée à l'écholocalisation chez les chauves-souris.

Organe d'Eimer de la Taupe d'Europe (Theodor Eimer, 1871)
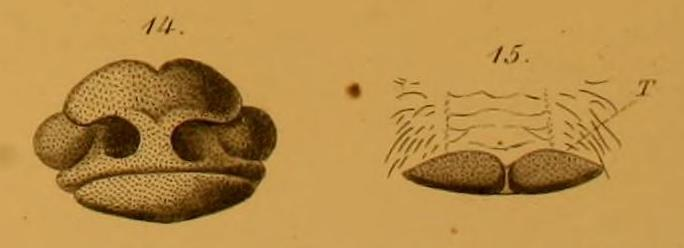
Face avant du museau (14) et sa lèvre supérieure (15)
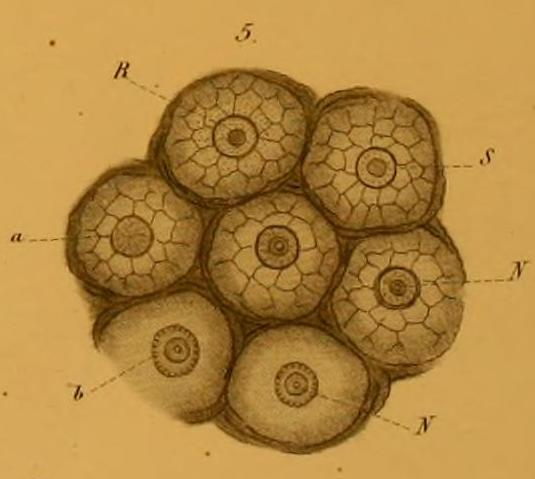
Papilles de la face antérieure du museau vues de dessus.
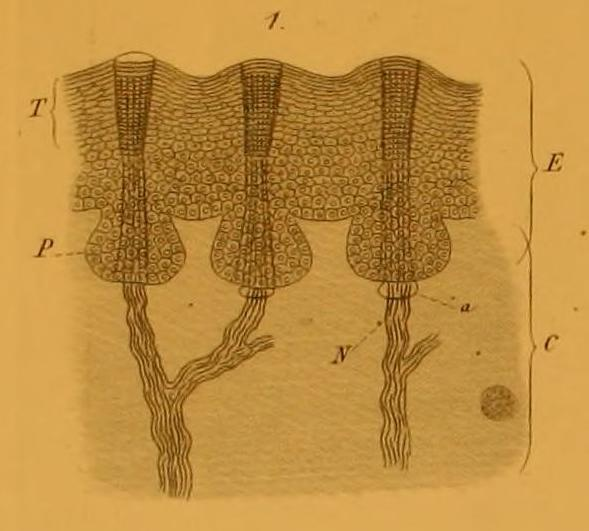
Coupe transversale de la face avant du museau.

## Cas extrêmes

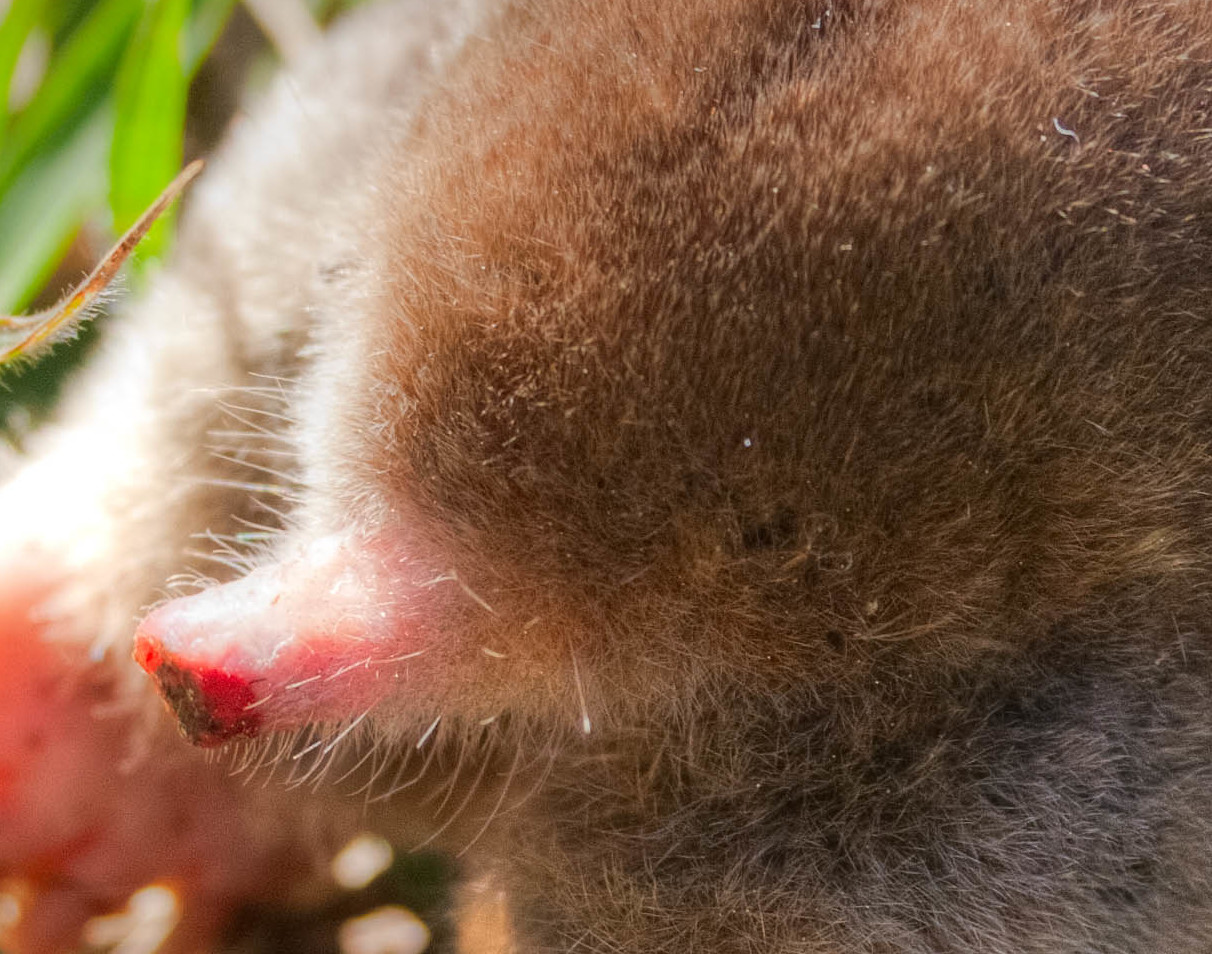
Museau de la Taupe à queue glabre.

Il existe un gradient de sensibilité dans la famille des Talpidae. La Taupe à queue glabre nord-américaine présente une épaisse couche de peau kératinisée sur le bout de son museau. Bien qu'il soit finement innervé et lui confère une sensibilité au toucher correcte ainsi qu'un odorat très fin lui permettant la capture de gros vers de terre, il ne possède pas d'organes d'Eimer. En effet, ses ancêtres auraient perdu cette faculté en vivant dans des sols secs et sablonneux aux propriétés abrasives. Aujourd'hui, cette espèce se retrouve d'ailleurs sous le sable des plages. 

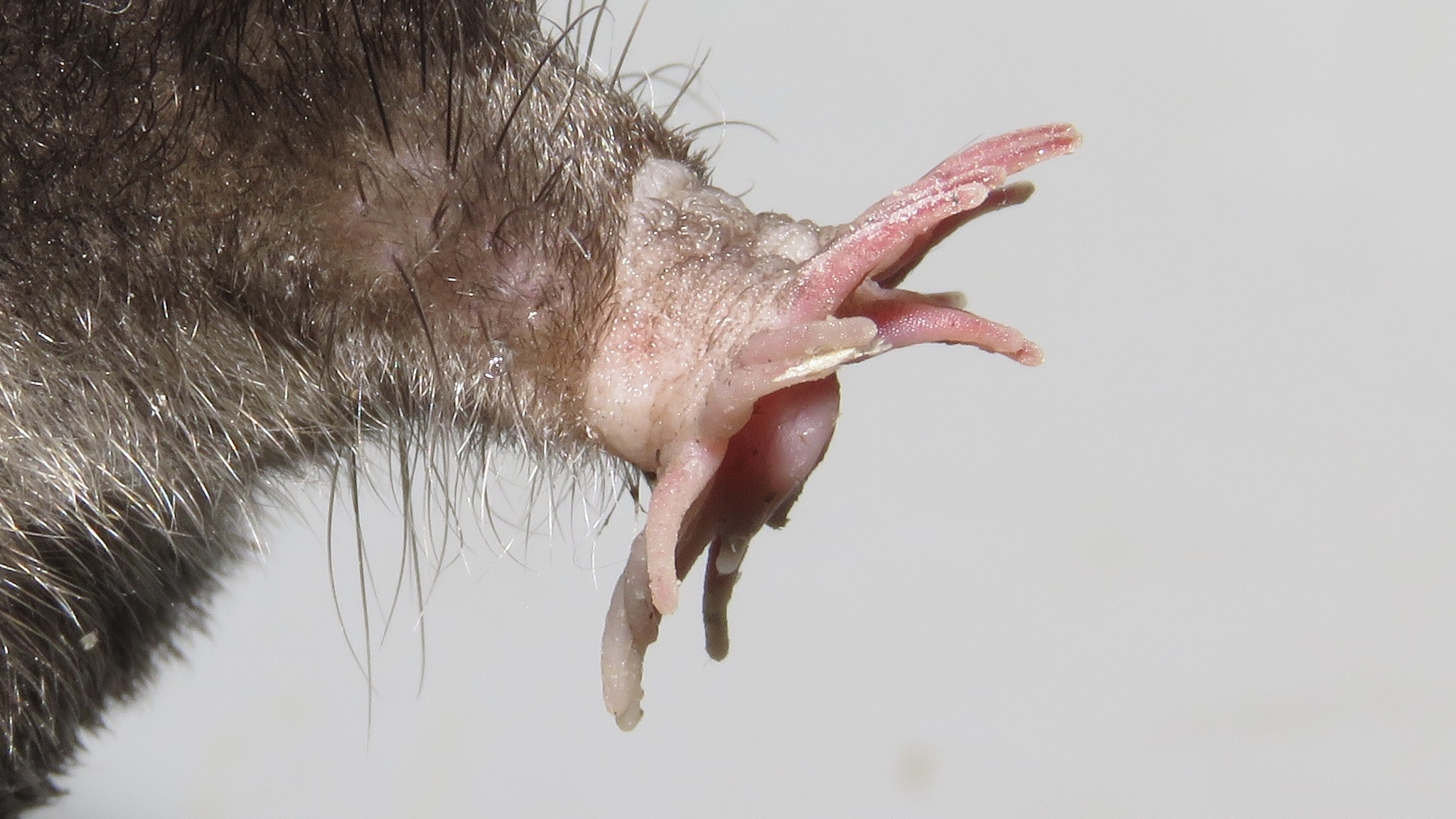
Museau du Condylure étoilé (vue de profil).

À l'extrême opposé se trouve le Condylure étoilé qui vit dans la terre humide non abrasive des marécages de l'est de l'Amérique du Nord et dont le museau en étoile est entièrement composé d'organes d'Eimer. Ceux-ci sont particulièrement petits et nombreux, lui conférant une très grande sensibilité : 25 000 de ces organes sont répartis sur les 22 appendices qui composent l'étoile du museau et sont reliés par 100 000 fibres nerveuses myélinisées au cerveau. Par rapport aux autres espèces de taupes, il a perdu ses vibrisses et leurs fonctions sont remplacées par les deux appendices du milieu. Cet organe ultra-spécialisé qu'est son museau étoilé octroie au Condylure la remarquable capacité de détecter et de consommer de petites proies en moins d'un quart de seconde ; ce qui le place dans le Guinness Book des Records en tant que mammifères le plus rapide au monde à manger,. En contrepartie, son sens olfactif est faible.